# Bootleg Series Volume 1: The Quine Tapes
Albums de The Velvet Underground
Live MCMXCIII
(1993)
Bootleg Series Volume 1: The Quine Tapes est le quatrième album live du Velvet Underground. Il s'agit d'un triple album enregistré, tout comme l'album 1969: The Velvet Underground Live, lors de la tournée du groupe en 1969 à travers l'Amérique du Nord.
À l'époque, un fan répondant au nom de Robert Quine suit le groupe où qu'il aille, pour assister à autant de concerts que possible. Il devient finalement ami avec les musiciens, qui lui donnent l'autorisation d'enregistrer les performances. Ces Quine Tapes, finalement publiées en 2001, sont en fait une compilation de ces enregistrements captés avec très peu de moyens.
Entretemps, Robert Quine est devenu un guitariste reconnu, jouant notamment pour le groupe punk The Voidoids et Lou Reed. Les bandes originales des concerts, elles, ont disparu depuis longtemps.

## Titres
Sauf indication contraire, toutes les compositions sont de Lou Reed.

### Disque 1
| No  | Titre                                            | Durée |
| --- | ------------------------------------------------ | ----- |
| 1.  | I'm Waiting for the Man                          | 7:46  |
| 2.  | It's Just Too Much                               | 4:08  |
| 3.  | What Goes On                                     | 8:25  |
| 4.  | I Can't Stand It                                 | 6:20  |
| 5.  | Some Kinda Love                                  | 4:48  |
| 6.  | Foggy Notion (Reed, Morrison, Yule, Yule, Weiss) | 4:41  |
| 7.  | Femme Fatale                                     | 3:14  |
| 8.  | After Hours                                      | 3:05  |
| 9.  | I'm Sticking with You                            | 2:48  |
| 10. | Sunday Morning (Reed, Cale)                      | 2:56  |
| 11. | Sister Ray (Reed, Cale, Morrison, Tucker)        | 24:03 |

### Disque 2
| No | Titre                                     | Durée |
| -- | ----------------------------------------- | ----- |
| 1. | Follow the Leader                         | 17:05 |
| 2. | White Light/White Heat                    | 10:03 |
| 3. | Venus in Furs                             | 5:14  |
| 4. | Heroin                                    | 8:11  |
| 5. | Sister Ray (Reed, Cale, Morrison, Tucker) | 38:00 |

### Disque 3
| No | Titre                                                                                          | Durée |
| -- | ---------------------------------------------------------------------------------------------- | ----- |
| 1. | Rock and Roll                                                                                  | 6:49  |
| 2. | New Age                                                                                        | 11:18 |
| 3. | Over You                                                                                       | 2:41  |
| 4. | The Black Angel's Death Song (Reed, Cale)                                                      | 5:54  |
| 5. | I'm Waiting for the Man                                                                        | 11:37 |
| 6. | Ride into the Sun (Reed, Cale, Morrison, Tucker)                                               | 11:11 |
| 7. | Sister Ray / Foggy Notion (Reed, Cale, Morrison, Tucker / Reed, Morrison, Yule, Tucker, Weiss) | 28:43 |